# Alexandru Sahia
Alexandru Sahia, pe numele real Alexandru Stănescu, (n. 11 octombrie 1908, Mânăstirea, Călărași, România – d. 12 august 1937, Mânăstirea, Călărași, România) a fost un publicist și scriitor român, de orientare socialist-comunistă, ales post-mortem membru al Academiei Republicii Populare Române în 1948.

## Viața

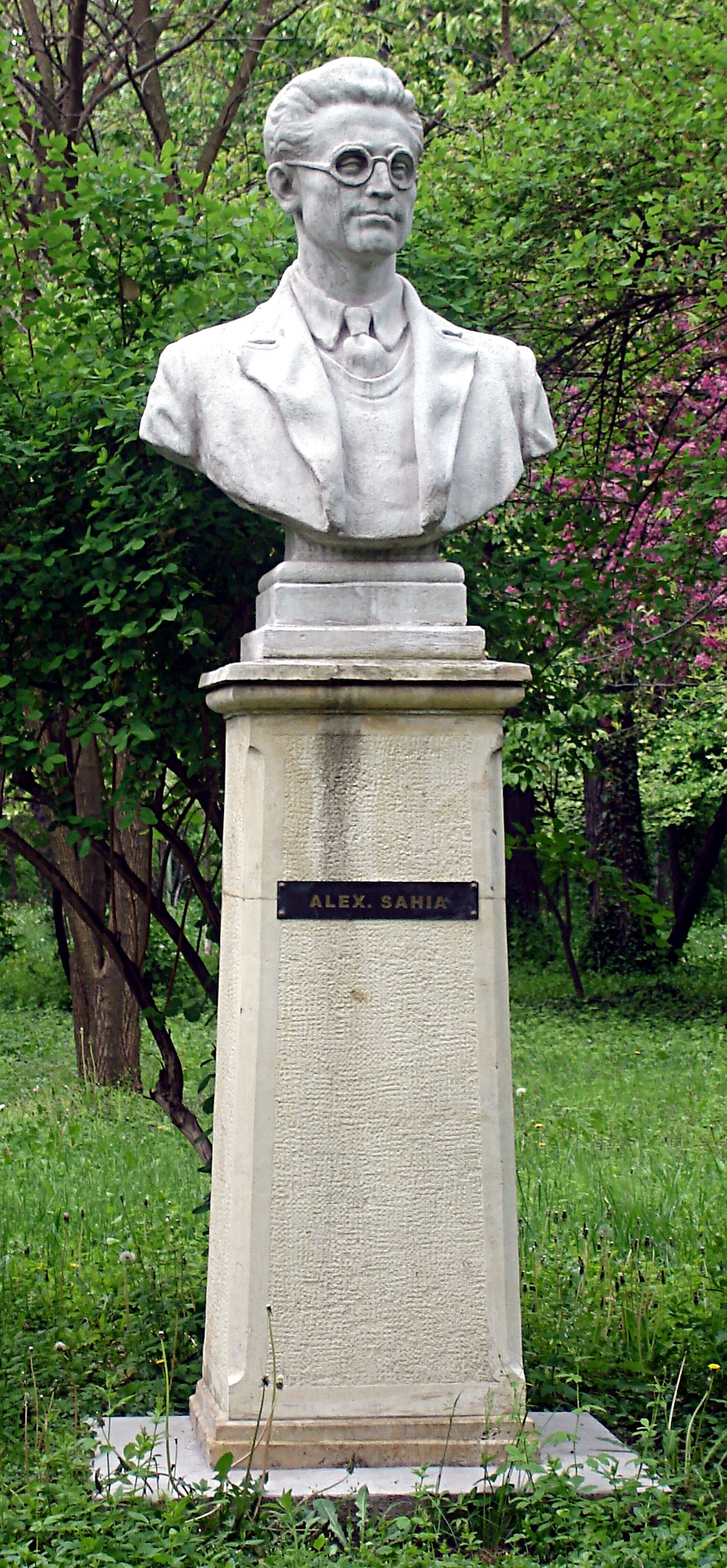
Bustul lui Alexandru Sahia în Parcul Carol din București

După ce a absolvit clasele primare în localitatea natală, Alexandru Stănescu a fost înscris în 1920 la Liceul Militar „Dimitrie Sturdza” din Craiova.
În 1926, elevul Alexandru Sahia a debutat literar cu schița "Sculptorul Boamba" publicată în revista Șoimii, editată de Liceul Militar „Mihai Viteazul” din Târgu-Mureș, unde era înscris sub numele de Alexandru G. Stănescu. La Șoimii, Sahia a semnat cu pseudonimul Al. Mânăstireanu, după numele satului său Mânăstirea din județul Călărași.
Nefiind făcut pentru viața cazonă, în 1927 a părăsit Liceul Militar, iar în anul 1928 și-a dat bacalaureatul.
S-a înscris la Facultatea de drept din cadrul Universității București. Nu a găsit ce căuta nici în viața universitară, astfel că în anul 1929 a intrat în viața monahală, devenind călugăr la Mănăstirea Cernica. La mai puțin de un an de la intrarea la mănăstire, însă, s-a retras din comunitate.
Începând din 1931 și până în 1937 - anul decesului - Sahia a fost gazetar publicând în cunoscute ziare și reviste ale vremii: Rampa, Facla, Dimineața, Azi, Cuvântul liber, Adevărul și Era nouă. În 1932 înființat chiar și două publicații suprimate de către cenzură după câteva numere, Bluze albastre și Veac nou, dar scrie mai ales reportaje.
După dezamăgirea religioasă, Sahia continuă să caute o formă de dreptate pământească: în 1935, efectuează o vizită în U.R.S.S, în urmarea căreia laudă realizările sovietice, fapt apreciat de sovietici, care au nevoie să prezinte o imagine pozitivă a Uniunii Sovietice în lumea occidentală. De la el ne rămâne opera "URSS azi", una din rarele cărți scrise de scriitori români despre URSS, dintre care cea mai cunoscută este opera lui Panait Istrati, scrisă cu 6 ani înainte, tot după o vizită în URSS, dar în limba franceză : Confession d'un vaincu (în româneste: "Spovedania unui învins"), (tradusă în limba engleză sub titlul The Confession of a Loser) care denunță abuzurile regimului comunist, conținând faimoasa replică a lui Istrati la una dintre lozincile comuniștilor ("nu se poate face omletă fără să spargi ouăle") anume "Văd ouăle sparte, dar unde este omleta?".
Atât Istrati, cât și Sahia au fost simpatizanți ai socialismului și comunismului, dar Sahia era un naiv care nu a perceput că realitatea vieții cetățenilor sovietici nu era ce li se arăta oaspeților străini în URSS. Cu un an înainte de deces, el se înscrie în Partidul Comunist Român (PCR). A murit la numai 29 de ani ca urmare a unei tuberculoze netratate.
În 1946, după preluarea puterii politice în România, PCR l-a transformat în erou al clasei muncitoare. Desigur, istoriografia comunistă tăcea trecerea sa prin viața monahală. Faptul că a murit de tuberculoză le-a permis biografilor oficiali să scrie că se trage din țărani săraci. De fapt era fiul unui țăran înstărit, ajuns chiar primar liberal în comuna sa.

## Activitatea literară
În nuvelele sale Întoarcerea tatii din război, Pe cîmpia de sînge a Mărășeștilor, Uzina vie, Revolta din port Ploaia de iunie, Șomaj fără rasă, Execuția din primăvară, autorul condamnă războiul, descrie viața socială, lupta dintre clasele sociale, prezentând într-o lumină favorabilă mișcarea revoluționară.
În lucrarea sa URSS azi, scrisă în stilul unui jurnal de călătorii, scriitorul prezintă într-o lumină pozitivă realizările sovietice ca: metroul din Moscova, monumentele arhitectonice, viața de familie sănătoasă din lumea sovietică, nefiind deziluzionat și dezamăgit, ca Panait Istrati, după o vizită similară în Uniunea Sovietică.
Citate din Alexandru Sahia
Cele citite prin ziare și mai ales discuțiile avute cu prietenii din țară – asupra faptului că bolșevicii nu-ți arată decât ceea ce vor – m-au ținut treaz tot timpul și am refuzat ghidul sovietic, deși poate uneori mi-ar fi fost de folos
sau despre catedrala Sfântul Vasile, din timpul lui Ivan cel Groaznic: Îti face impresia unei fete bătrâne, pe care dansul lumii noi a prins-o la mijloc, într-un joc de care ea însă e străină cu totul.
„Noi cei liberi, nu putem să înțelegem tortura zidurilor negre, a lanțurilor care cangrenează, a cuvântului înăbușit prin sânge”

## Operă
Nuvele de inspirație proletară, antirasială și antirăzboinică
- Uzina vie
- Revolta din port
- Ploaia din iunie
- Șomaj fără rasă
- Moartea înghițitorului de săbii
- Întoarcerea tatii din război
- Pe câmpia de sânge a Mărășeștilor
- Moartea tânărului cu termen redus
- Execuția din primăvară

Reportaje
- U.R.S.S. - azi, editura Ramuri, Craiova, 1935 (ediția a doua în 1935 și ediția a treia în 1936)

Volume postume
- Nuvele, București, 1948
- Revolta din port, București, 1948
- Șomaj fără rasă, București, 1948
- Uzina vie. Ploia din iunie, cu o prefață de Ion Vitner, București, 1948
- Nuvele, București, 1949
- Nuvele și articole, București, 1951
- Pagini alese, București, 1952
- Nuvele, București, 1953, 1955, 1957
- Scrieri alese, cu un cuvânt înainte de George Macovescu și o postfață de Pompiliu Marcea, București, 1961, 1964
- Întoarcerea tatei din război, București, 1974
- Scrieri, prefață, tabel cronologic, și bibliografie de Valentina Marin Curticeanu, București, 1978
- Scrieri alese, prefață, tabel cronologic, și bibliografie de Valentina Marin Curticeanu, Editura Scrisul Românesc, Craiova, 1988

Traduceri ale operelor sale în limbi străine
- Ploaie de iunie cu titlul Pluie de juin în Nouvelles roumaines: anthologie des prosateurs roumains cu un cuvânt înainte de Jean Boutière și o prefață de Tudor Vianu, Paris, Éditions Seghers, 1962, p. 374.

## In memoriam
- În localitatea Mânăstirea din Județul Călărași există Muzeul memorial Alexandru Sahia, unde se află documente ce evocă viața, activitatea și opera scriitorului, obiecte personale, manuscrise, fotografii.[5]
- Sahia Film (fost Romfilm până în 1952), studio de film, singurul studio producător de film documentar din România până în 1989[6]

## Referiri la Alexandru Sahia
- Emil Vasilescu: Alexandru Sahia, interpretat de... Editura Eminescu, București, 1977;[7]
- Arșavir Acterian: O față puțin cunoscută a lui Alexandru Sahia, Privilegiați și năpăstuiți, Editura Institutului European, Iași, 1992, p. 115